# Timurlengia
Timurlengia (podle středověkého dobyvatele Tamerlána) byl rod teropodního (dravého dinosaura), žijícího v období rané svrchní křídy (stupně turon – koňak, asi před 92 až 85 miliony let) na území dnešní pouště Kyzylkum v Uzbekistánu (souvrství Bissekty).

## Objev
V roce 2004 byly objeveny fosilie jeho mozkovny, v roce 2012 pak byly k tomuto rodu přiřazeny i další zkameněliny. Typový druh T. euotica byl popsán mezinárodním týmem paleontologů v roce 2016. Fylogenetickou analýzou bylo zjištěno, že se jedná o vývojově pokročilého tyranosauroida, který mohl být předkem čeledi Tyrannosauridae.

## Popis
Tento dinosaurus byl dlouhý asi 3 až 4 metry a vážil v rozmezí 170 a 270 kilogramů. Byl tak zřejmě rychlonohým běžcem, lovícím aktivně kořist v podobě obratlovců střední a menší velikosti. Jeho ušní kanálky jsou prodloužené a dá se proto předpokládat, že měl velmi dobrý sluch (odtud druhové jméno) i další smysly a také relativně velký mozek. Jeho potomci (jako byl o 20 milionů let později žijící Tyrannosaurus rex) tak odvozují své bystré smysly právě od těchto předků. Timurlengia také ukazuje, že tyranosauridi nejspíš povstali v Asii a až později migrovali do Severní Ameriky.
Ve stejném ekosystému žil spolu s tímto tyranosauroidem také větší zástupce kladu Carcharodontosauria, popsaný roku 2021 jako Ulughbegsaurus uzbekistanensis. Koncem roku 2022 však byla zveřejněna odborná práce, podle které byl v sedimentech souvrství Bissekty objeven také obří článek prstu neznámého druhu dromeosaurida. Fosilní materiál ulughbega přitom může ve skutečnosti patřit tomuto neznámému teropodovi.